# Gouden Leeuw (Schiff, 1666)
Die Gouden Leeuw (zu deutsch: Goldener Löwe) war ein niederländisches 80-Kanonen-Linienschiff, das Admiral Cornelis Tromp als Flaggschiff während der Englisch-Niederländischen Seekriege diente.

## Aufbau
Das Schiff wurde 1666 während des Zweiten Englisch-Niederländischen Krieges für die Amsterdamer Admiralität gebaut und war in dieser Zeit für einen längeren Zeitraum das größte Kriegsschiff der Niederländer. Sie war mit drei Masten ausgestattet, die überwiegend mit Rahsegeln bestückt waren. Lediglich der Besanmast war mit einem Lateinersegel belegt. Am Bugspriet war darüber hinaus noch ein Bugsprietsegel setzbar. Die mitgeführte Bewaffnung von 82 Kanonen war auf den Kanonendecks (oberes und unteres Batteriedeck jeweils 28 Kanonen) sowie dem Quarterdeck, Bugkastell und Poop (zusammen 24 Kanonen) installiert. Der Heckspiegel, in den noch zwei zusätzliche Kanonen integriert waren, war mit einem goldfarbenen Löwen verziert; die Galionsfigur war ebenfalls ein goldfarbener Löwe.

## Geschichte
Die niederländische Flotte war der englischen Flotte qualitativ unterlegen. Allerdings hatte Johan de Witt, einflussreicher Ratspensionär von Holland – zuständig für außenpolitische Belange, die Generalstaaten im November 1664 zum Bau zahlreicher Neubauten bewegen können, darunter 24 neue „Kapitalschiffe“ (Capitale schepen van Oorloge); im März 1665 wurden 24 weitere Neubauten befohlen, im Juli 1666 nochmals zwölf – darunter auch die Gouden Leeuw. Bereits beim Überfall im Medway 1667 war sie Bestandteil der Flotte, war aber an keinen Kampfhandlungen beteiligt. Das Schiff nahm, nachdem es in den Vorjahren bereits zu kriegerischen Handlungen zwischen den Niederländern und dem Königreich England und seinem Bündnispartner Frankreich gekommen und 1672 der Dritte Englisch-Niederländische Krieg ausgebrochen war, vom 28. Mai beginnend bis 4. Juni 1673 schließlich an der Ersten Seeschlacht von Schooneveld teil. Den Niederländern gelang es hier, die englisch-französische Schlachtordnung so aufzubrechen, dass die feindlichen Schiffe sich ungeordnet zurückziehen mussten.
Bereits in der darauffolgenden Woche, am 7. Juni 1673, nahm die Gouden Leeuw an der Zweiten Seeschlacht von Schooneveld teil, in der die niederländischen Schiffe in küstennahen Gewässern den Vorteil ihres geringeren Tiefgangs ausspielen konnten: Bereits nach kurzer Zeit gelang es der Gouden Leeuw, zusammen mit anderen niederländischen Schiffen erneut die Schlachtordnung der englisch-französischen Kriegsschiffe durcheinanderzubringen, so dass diese sich in die Themse zurückziehen mussten. Die Gefahr einer gegnerischen Invasion war somit zunächst einmal gebannt.
Die Pläne einer Invasion durch die Franzosen und Engländer wurden dann am 11. August 1673 wieder aufgegriffen: Beide Alliierten zogen in England 20.000 Soldaten zusammen, um diese in den niederländischen Provinzen anzulanden. Bei Texel trafen die Gegner, darunter auch die Gouden Leeuw unter dem Kommando von Lieutenant-Admiral Cornelis Tromp und Kapitän Thomas Tobiazoon aufeinander – die Seeschlacht vor Texel entbrannte. Der niederländische Befehlshaber Michiel de Ruyter konnte von der günstigeren Luvposition aus geschwaderweise angreifen und schließlich die feindlichen Schiffe zur Flucht aus der Schlacht bewegen.
In der Zeit danach wurde sie, wie andere Schiffe auch, abgerüstet und mit einem Schutzdach versehen in Hafennähe halb versenkt. Nach dem dritten Seekrieg gegen England wird das Schiff in offiziellen Dokumenten nicht mehr erwähnt. 1686 wurde das Schiff für eine Reaktivierung begutachtet, war aber so verrottet, dass es schließlich außer Dienst gestellt und abgewrackt wurde. Als Reminiszenz an dieses Schiff ließ die Stadt Amsterdam das Schiff vor der Hafenkulisse von Amsterdam vom Marinemaler Willem van de Velde dem Jüngeren porträtieren.

## Galerie

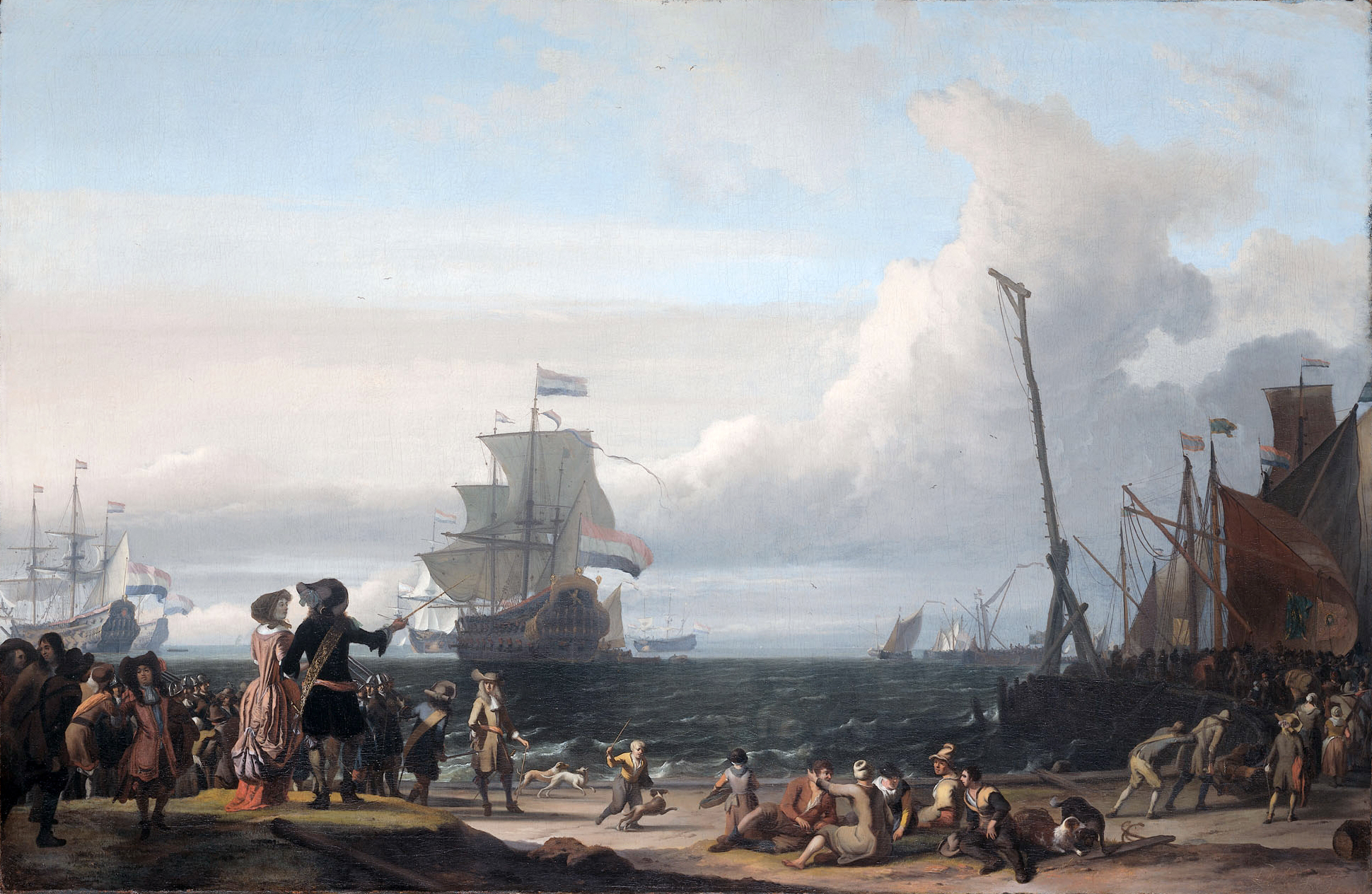
Die Gouden Leeuw auf Reede bei Texel; Gemälde von Ludolf Backhuysen (1630–1708)
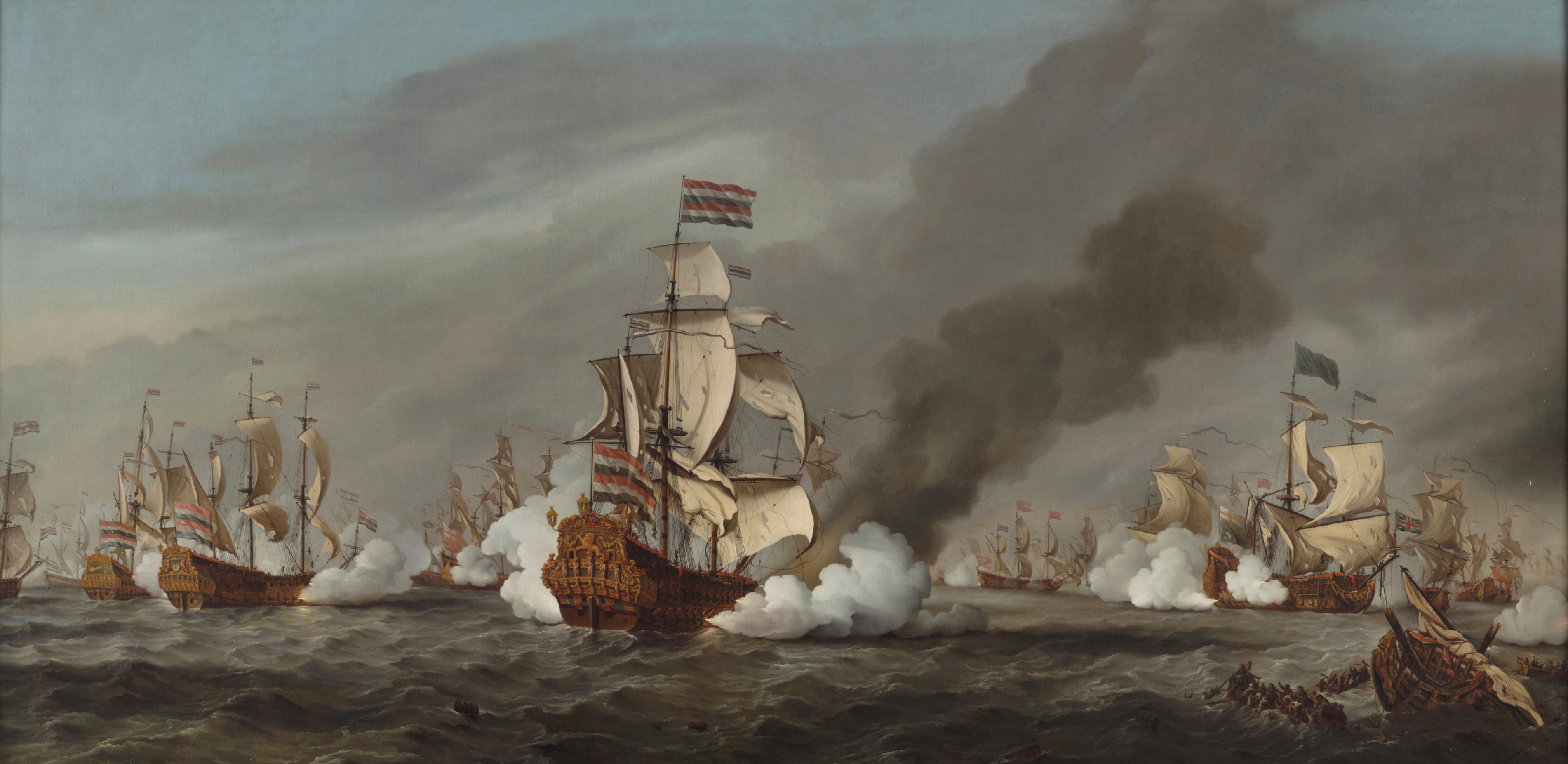
Die Gouden Leeuw in der Schlacht von Texel; Gemälde von Willem van de Velde
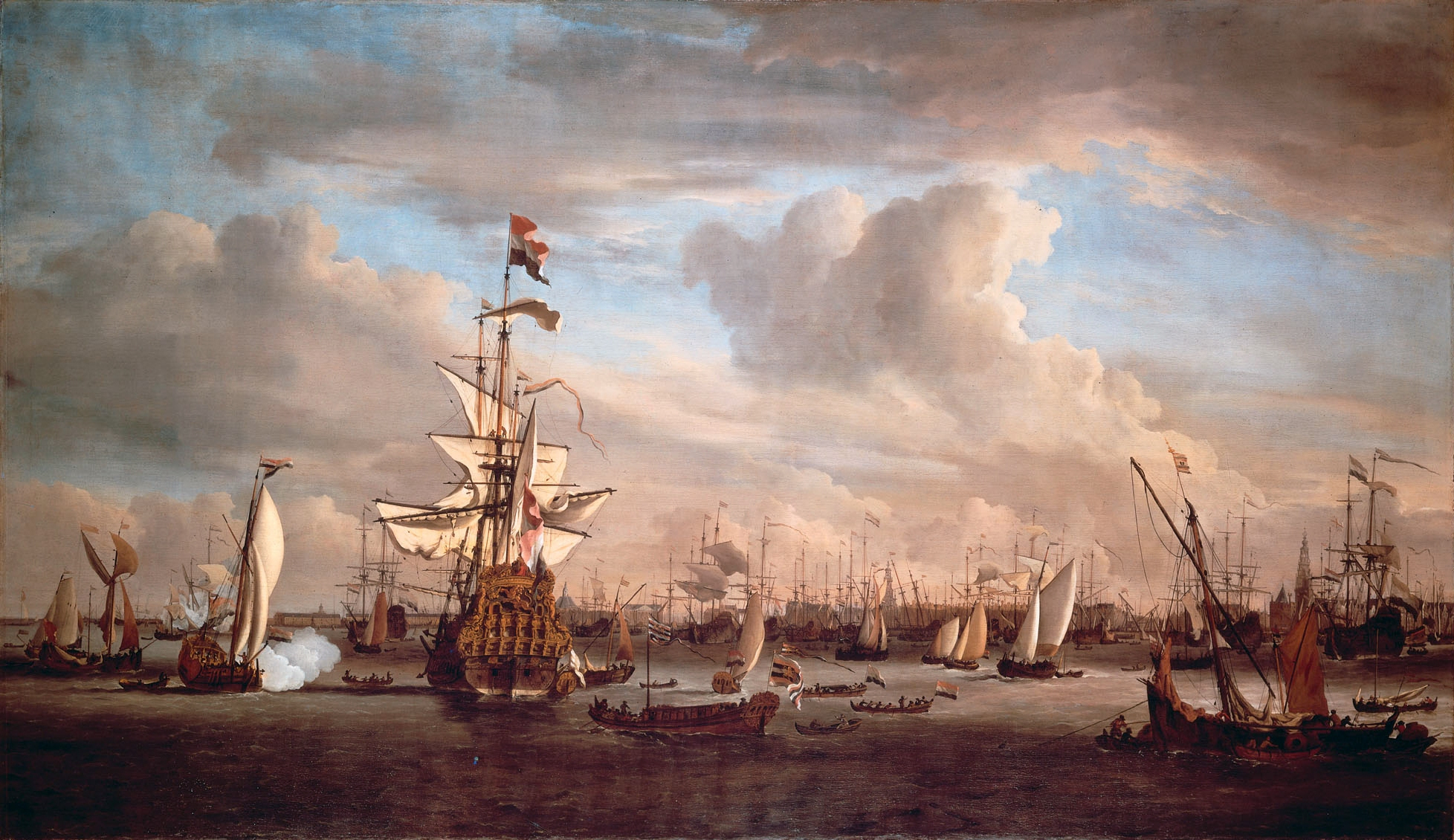
Die Gouden Leeuw vor Amsterdam; Gemälde von Willem van de  Velde von 1686